# USS Devastator (1990)
USS Devastator (MCM-6) was een Amerikaanse marineschip van de Avengerklasse. Het schip is zo ingericht dat het als mijnenveger en mijnenjager kan worden gebruikt. De Devastator, gebouwd door Peterson Shipbuilders, Sturgeon Bay, is het tweede schip bij de Amerikaanse marine met deze naam.